# Sai’erlong Xiang (sockenhuvudort i Kina, Qinghai Sheng, lat 34,49, long 102,14)
Sai'erlong Xiang (kinesiska: 赛尔龙乡, 赛尔龙, 牙塘) är en sockenhuvudort i Kina. Den ligger i provinsen Qinghai, i den nordvästra delen av landet, omkring 240 kilometer söder om provinshuvudstaden Xining. Antalet invånare är 3 038. Befolkningen består av 1 434 kvinnor och 1 604 män. Barn under 15 år utgör 19,0 %, vuxna 15-64 år 74 %, och äldre över 65 år 5,0 %.
Runt Sai'erlong Xiang är det mycket glesbefolkat, med 5 invånare per kvadratkilometer. Det finns inga andra samhällen i närheten. Trakten runt Sai'erlong Xiang består i huvudsak av gräsmarker.
Genomsnittlig årsnederbörd är 831 millimeter. Den regnigaste månaden är juli, med i genomsnitt 188 mm nederbörd, och den torraste är december, med 5 mm nederbörd.